# 托茨科耶區
52°31′31″N 52°44′58″E / 52.52528°N 52.74944°E
托茨科耶區（俄语：Тоцкий район），是俄羅斯的一個區，位於該國西南部，由奧倫堡州負責管轄，面積3,100平方公里，2010年該地區人口32,866，人口密度每平方公里10.6人。